# Козацке
Козацке (на украински: Козацьке) е селище от градски тип в Южна Украйна, Бериславски район на Херсонска област.
В навечерието на Руското нашествие в края на февруари 2022 година селището има около 3700 жители, но по време на последвалата руска окупация и продължилите след това военни действия е почти напълно обезлюдено.